# تشارلز ريف
تشارلز ريف (بالفرنسية: Charles Reiff)‏ (27 نوفمبر 1940 – 24 ديسمبر 1964) هو ملاكم لوكسمبورغي راحل، مثّل بلاده في الألعاب الأولمبية الصيفية 1960.

## روابط خارجية
تشارلز ريف على موقع أوليمبيديا (الإنجليزية)